# Harany (stacja kolejowa)
Harany (biał. Гараны; ros. Горяны) – stacja kolejowa w miejscowości Harany, w rejonie połockim, w obwodzie witebskim, na Białorusi. Położona jest na linii Witebsk - Połock.
Stacja została otwarta w XIX w. na drodze żelaznej dynebursko-witebskiej, pomiędzy stacjami Połock i Obol.